# Super Bass
Super Bass è il quinto singolo estratto dall'album di debutto della rapper trinidadiana Nicki Minaj, Pink Friday. È uscito negli Stati Uniti il 5 aprile 2011. Scritto da Daniel Johnson, Ester Dean e la stessa Minaj, è prodotto da Ken ed è cantato in piccole parti dalla Dean.

## Accoglienza
Wesley Case del The Baltimore Sun diede una valutazione positiva, scrivendo che essa «è una sicura hit» e la mise a paragone col resto del disco da cui proveniva, sostenendo che Super Bass fosse molto più potente. Rap-Up lo descrisse «un brano contagioso». Jessica Sinclair di Long Island Press premiò il nuovo porsi «al centro della scena» della cantante e scrisse che così facendo essa avesse riscontrato un vero successo. Inoltre la stessa scrisse che evocasse il lato più solare di Nicki Minaj e gradì il ritornello definendolo scorrevolissimo. Rosie Gray of BlackBook scrisse di aver sentito un brano «assassino».

## Video musicale
Il video musicale fu filmato nel mese di marzo 2011. Era il 10 marzo 2011, quando in un'intervista con MTV News, Nicki Minaj disse di stare girando un video colorato con la regista Sanaa Hamri. Il 26 aprile 2011, illustrò un piccolo estratto del video in 106 & Park di BET. In un primo momento, il video si sarebbe mostrato in anteprima nello stesso programma in data 27 aprile 2011, ma Minaj annunciò tramite Twitter che esso fu in seguito rimosso dall'evento per ragioni sconosciute. Il video fu presentato in anteprima sull'account ufficiale VEVO della rapper il 5 maggio 2011.
Si apre con alcuni primi piani di Nicki Minaj con lunghi capelli tinti per metà biondi e per metà rosa che si scorge circondata da enormi ghiacci. Seguono scorci ravvicinati di ragazzi ammiccanti e Nicki con nuova acconciatura e abbigliamento che ci prova con un uomo di colore, avvolgendoselo a sé con la sua cravatta e, nella scena seguente, strusciandosi ai suoi pettorali scoperti. Segue il suo ballo con altre cinque sosia, ancheggiando e sculettando. È poi la volta della scena in piscina, con la rapper con capelli verdi che sfila in biancheria intima mostrando le sue curve davanti a un gruppo di muscolosi ragazzi sdraiati in costume sui ghiacciai. Minaj s'immerge in uno strato d'acqua rosea, bevendo un drink rosa che prima si versa sul seno e poi lancia addosso a un uomo che ci prova con lei.
Poi segue la sequenza in cui cavalca una moto di ghiaccio e infine, quella in cui a luci spente, insieme alle sosia, indossando un abito e trucco fosforescenti, balla in modo seducente sul proprio ragazzo e infine sprigiona mille piume rosa in aria.
Contessa Gayles di AOL Music mise in luce la scena della lap dance a luci spente scrivendo: «Il più bel momento del video di Sanaa Hamri? La bellissima scena al buio con la lap dance». Becky Bain di Idolator diede una valutazione positiva e, mettendolo a confronto con Judas, scrisse: «Super Bass ha la coreografia più bella nel video più impazientemente atteso in cui una popstar è a cavallo di una moto». Il video è stato nominato agli MTV Video Music Award nelle categorie Best Female video e Best Hip-Hop video, vincendo in quest'ultima categoria. È uno dei video che ha ottenuto la certificazione Vevo con mezzo miliardo di visualizzazioni.

## Impatto culturale
In America, Super Bass suscitò una fiorente ammirazione nel mondo dello spettacolo. In un'intervista con l'emittente radio di Nashville, 107.5, The River, Taylor Swift richiese al programma di trasmettere il brano e confessò di amarlo con queste parole: «L'ascolto di continuo e intrattengo i miei amici recitando ogni singola parola del testo rappandola». Il DJ la invitò a far sentire in radio come se la cavasse a rappare Super Bass. Il giorno stesso, la stella nascente del mondo Disney, Selena Gomez immise sul proprio account YouTube la sua recitazione rap di Super Bass.

## Classifiche

### Classifiche settimanali
| Classifica (2011) | Posizione massima |
| ----------------- | ----------------- |
| Australia         | 6                 |
| Austria           | 42                |
| Belgio (Fiandre)  | 55                |
| Canada            | 6                 |
| Irlanda           | 17                |
| Libano            | 16                |
| Nuova Zelanda     | 3                 |
| Paesi Bassi       | 82                |
| Regno Unito       | 3                 |
| Stati Uniti       | 3                 |
| Svezia            | 43                |
| Svizzera          | 58                |

### Classifiche di fine anno
| Classifica (2011) | Posizione |
| ----------------- | --------- |
| Australia         | 17        |
| Canada            | 29        |
| Nuova Zelanda     | 17        |
| Stati Uniti       | 8         |

### Classifiche di fine decennio
| Classifica (2010-19) | Posizione |
| -------------------- | --------- |
| Stati Uniti          | 94        |